# Hisingsparken
Hisingsparken är Göteborgs största parkområde och omfattar cirka 320 hektar. Parken är belägen i primärområdena Slättadamm, Kärrdalen, Tuve och Säve på Hisingen. Hisingsparken etablerades och fick parkstatus så sent som 1980. Den äldsta delen av parken är S.A. Hedlunds park, som anlades under slutet av 1800-talet och fick sitt namn 1928. Där ingår bland annat bland annat våtmarken Gunnestorps mosse och den konstgjorda dammen Slätta damm.
I norra delen av Hisingsparken ligger Kättilsröds 4H-gård.
Parken har fyra joggingspår med olika längder. Den blå slingan, 2,8 km. Röda slingan, 5,4 km. Gula slingan, 7,4 km. Gröna slingan, 11,1 km.

## S.A. Hedlunds park

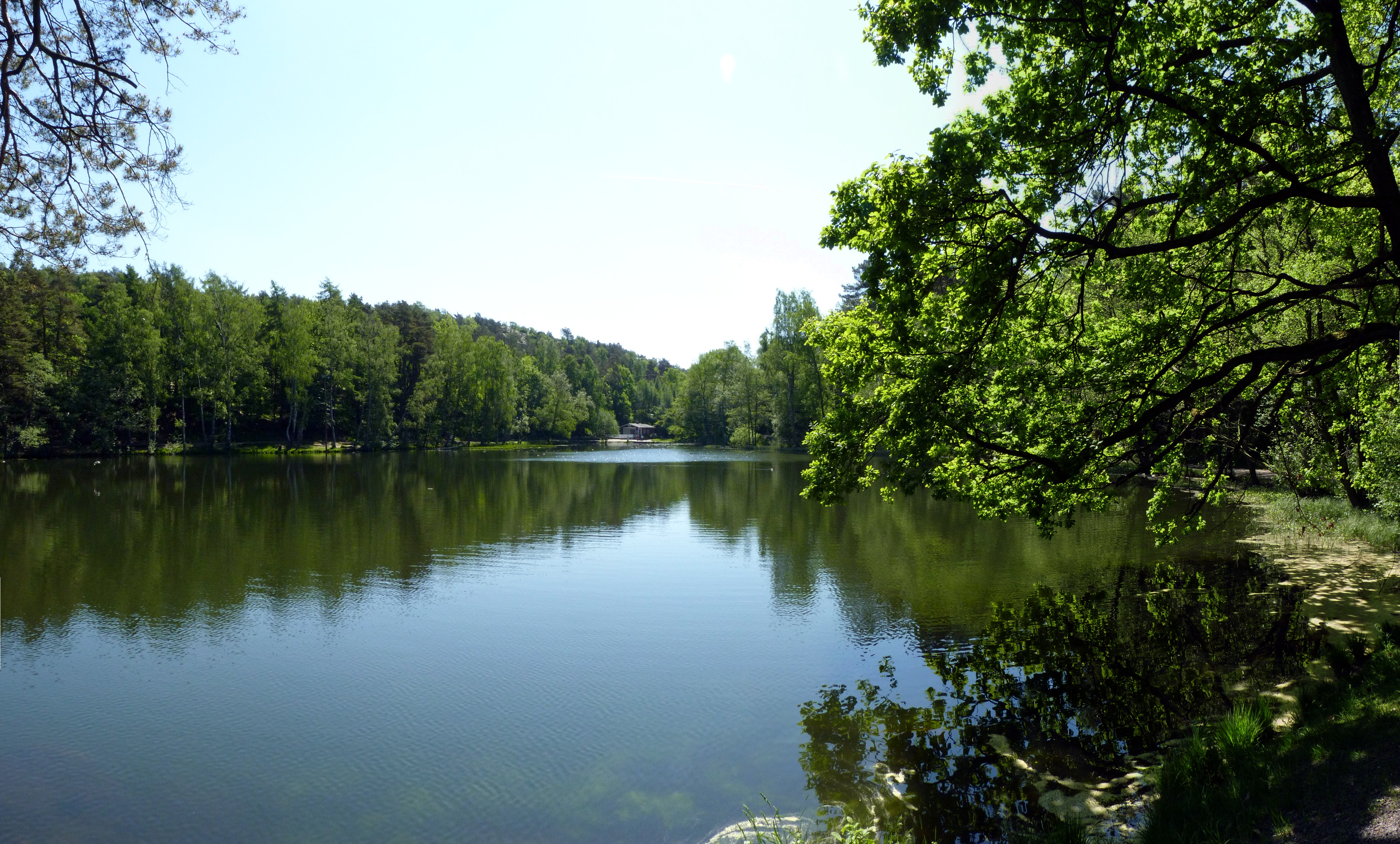
Slätta damm i S.A. Hedlunds park, som ingår i Hisingsparken.

S.A. Hedlunds park är uppkallad efter S.A. Hedlund, huvudredaktör och delägare i Göteborgs Handels- och Sjöfartstidning och en kulturpersonlighet i Göteborg. Kring år 1860 lät Hedlund anlägga Slätta damm, som hyser åtskilliga fågelarter.
Vid Hällskriftsgatan finns en "gästbok" för familjen Hedlunds besökare, inristat på en berghäll. Här finns bland annat namnen Henrik Ibsen, Viktor Rydberg, Fredrika Bremer, polarforskaren Otto Nordenskjöld och ballongfararen Salomon August Andrée. Enligt historien fick stenhuggaren en krona per bokstav, vilket var bra betalt på 1800-talet.